# غوتفريد فيشر
غوتفريد فيشر (بالألمانية: Gottfried Fischer)‏ هو عالم نفس ومؤلف ألماني، ولد في 1944 في بوخولت في ألمانيا، وتوفي في 2 أكتوبر 2013.